# Gustav Reischel
Gustav Reischel (* 15. November 1858 in Sömmerda; † 18. März 1932 in Hannover) war ein deutscher Pädagoge und Siedlungsgeograph.

## Leben
Reischel besuchte das Realgymnasium in Erfurt. Ab 1881 studierte er Sprachen, Geografie und Geschichte an den Universitäten Tübingen, Leipzig und Halle-Wittenberg. 1885 promovierte er in Halle zum Dr. phil. mit der Dissertation Beiträge zur Ansiedelungsgeschichte von Mittelthüringen nebst einem Anhange Zur Statistik der Körpergröße in den preußischen landrätlichen Kreisen Erfurt, Weißensee und Eckartsberga. An der dortigen Universität erwarb er sich auch die facultas docendi in Französisch, Geografie und Geschichte.
Als Lehrer trat er 1888 eine Stelle am Realgymnasium zu Brandenburg an der Havel an.
Er wurde 1901 Mitglied der Historischen Kommission für Sachsen und Anhalt und legte mehrere Publikationen über Wüstungen in der preußischen Provinz Sachsen vor. Sein wissenschaftlicher Nachlass wird heute im Landesarchiv Sachsen-Anhalt in Magdeburg verwahrt.

## Werke (Auswahl)

Siedlungs- und Wüstungskarte der Kreise Jerichow I und Jerichow II

### Monografien
- Siedelungskarte der Kreise Duderstadt, Worbis, Heiligenstand, Mühlhausen. [Hannover], 1912.
- Wüstungskunde der Kreise Bitterfeld und Delitzsch. Selbstverlag der Historische Kommission, Magdeburg 1926.
- Wüstungskunde der Kreise Jerichow I und Jerichow II (= Historische Kommission für die Provinz Sachsen und für Anhalt [Hrsg.]: Geschichtsquellen der Provinz Sachsen und des Freistaats Anhalt. Neue Reihe, Band 9). Selbstverlag der Historische Kommission, Magdeburg 1930, urn:nbn:de:bsz:14-db-id18951473959.

### Aufsätze
- Die orohydrographischen Verhältnisse des Thüringer Centralbeckens. In: Mittheilungen des Vereins für Erdkunde zu Halle a/S. 1884, s. 452 ff.

### Beteiligungen durch Erarbeitung von geschichtlichen Karten
- Heinrich Bergner: Beschreibende Darstellung der älteren Bau- und Kunstdenkmäler des Kreises Wolmirstedt. Hendel, Halle 1911.
- Heinrich Nebelsieck: Geschichten der Territorien und Kreise der Provinz Sachsen. Band I, Kreis Liebenwerda, 1912.
- Heinrich Bergner: Beschreibende Darstellung der älteren Bau- und Kunstdenkmäler des Kreises Wanzleben. Hendel, Halle 1912.
- Eduard Jacobs: Wüstungskunde des Kreises Grafschaft Wernigerode. O. Hendel, Berlin 1921.